# Consolidated PBY Catalina
El Consolidated PBY Catalina fue un hidroavión diseñado en los años 30 del siglo XX por la compañía estadounidense Consolidated Aircraft. Este avión transformó la capacidad de patrulla de la Armada de los Estados Unidos y fue uno de los aviones polivalentes más ampliamente utilizados durante la Segunda Guerra Mundial. Estuvo en servicio con todas las ramas de las Fuerzas Armadas de los Estados Unidos y en fuerzas aéreas y armadas de muchas otras naciones. En las Fuerzas Aéreas del Ejército de los Estados Unidos y posteriormente en la Fuerza Aérea de los Estados Unidos su designación era OA-10. Por otra parte, los PBY fabricados bajo licencia en Canadá y utilizados por la Real Fuerza Aérea Canadiense pasaron a ser conocidos por la designación Canso.
Durante la Segunda Guerra Mundial, los PBY fueron usados para guerra antisubmarina, patrulla marítima, escolta de convoyes marinos, misiones de búsqueda y rescate (especialmente rescate aire-mar), y transporte de carga. El PBY ostenta el título del hidroavión más producido de la historia. En algunos países, los últimos PBY militares activos no fueron retirados de servicio hasta los años 80. Incluso en la actualidad, casi 90 años después de su primer vuelo, el avión sigue volando como avión cisterna en operaciones aéreas contra incendios.
Las siglas PBY fueron determinadas según el sistema de designación de aeronaves de la Armada de los Estados Unidos de 1922, "PB" significa bombardero de patrulla (Patrol Bomber) y la "Y" es el código usado para su fabricante, Consolidated Aircraft.

## Desarrollo

### Fase de diseño
La génesis del PBY (así se le conocía en Estados Unidos) se remontaba a una solicitud formulada en 1933 por la Armada estadounidense para un nuevo hidroavión de patrulla de largo alcance. Por entonces, el principal aparato de esta categoría era el Consolidated P2Y, diseñado en Buffalo por Isaac M. Laddon, brillante ingeniero en el campo de los hidroaviones y director de la Consolidated Aircraft. Para hacer frente a la nueva propuesta, perfeccionó el P2Y, dotándolo de un ala cantilever, montada sobre el casco poco profundo pero ancho mediante un soporte central, que albergaba al ingeniero de vuelo. Esta ala se diferenciaba de la del P2Y por la planta, rectangular en la sección central y trapezoidal en las secciones exteriores, y por su construcción totalmente metálica con revestimiento resistente (los alerones estaban recubiertos en tela). Una característica única eran los flotadores alares unidos por montantes articulados que se retraían eléctricamente, de modo que, en vuelo, los flotadores se constituían en puntas alares. El casco, también metálico, se diferenciaba del de otros aparatos mayores por tener una sola cubierta, con las superficies superiores redondeadas. A proa había un compartimiento de amarre y una ventana transparente para el visor de bombardeo, protegida por una persiana a prueba de agua de mar. La cabina de proa tenía una torreta ampliamente acristalada y equipada con una ametralladora de 7,62 mm. A popa del ala, se habían instalado dos puestos de tiro a derecha e izquierda, cada uno con un panel deslizable. A diferencia del P2Y, la cola era convencional, con los estabilizadores montados bastante altos en la deriva. La planta motriz pasó de los Cyclone a los nuevos Pratt & Whitney Twin Wasp de doble estrella, limpiamente carenados en la sección central alar, con agallas de refrigeración y hélices tractoras de Havilland de paso variable.

### Evaluación y entrada en servicio

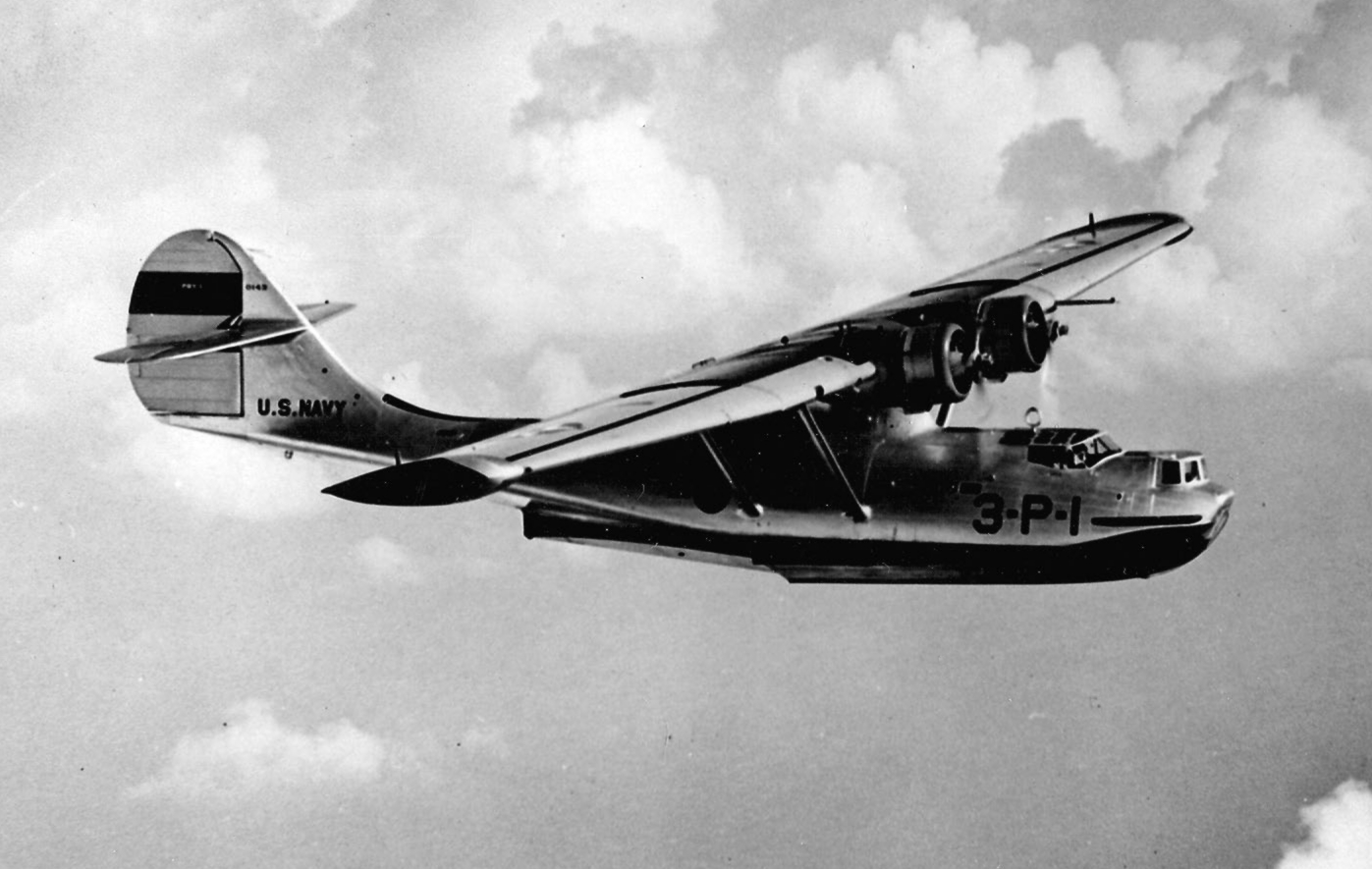
PBY-1 Catalina de la Armada de los Estados Unidos volando a finales de los años 40.

Designado Consolidated Model 28, el nuevo aparato recibió la designación XP3Y-1 de la Armada estadounidense. El prototipo (BuAer n.º 9459) voló desde el lago Erie el 28 de marzo de 1935 y mostró excelentes características, aunque las evaluaciones en Coco Solo (en la Zona del Canal de Panamá) revelaron la necesidad de ampliar el timón de dirección. Su rival Douglas XP3D-1 también era un buen avión, pero el Consolidated era más barato, y en definitiva obtuvo un pedido de 60 ejemplares el 29 de junio de 1935. La designación se cambió por la de PBY-1 a causa del incremento de la carga bélica subalar hasta 907 kg. El armamento defensivo comprendía cuatro ametralladoras Browning de 7,62 mm, una en la torreta de proa accionada manualmente, una en cada puesto lateral y la cuarta tirando a través de un panel deslizable bajo la sección trasera del fuselaje.
Con el pedido de 60 ejemplares, Consolidated tenía suficiente trabajo para justificar un traslado de 3220 km hasta San Diego, en el sur de California. En octubre de 1935, el XP3Y realizó un vuelo directo de casi 5633 km desde Coco Solo hasta San Francisco. Estuvo presente en la ceremonia inaugural de la nueva y gigantesca factoría de San Diego, antes de regresar a Buffalo para ser modificado al estándar PBY, con timón de profundidad más ancho y redondeado, deshieladores en todos los bordes de ataque, armamento completo y equipo de combate. Voló de nuevo en marzo de 1936 y fue entregado al escuadrón VP-11F de la Armada en octubre del mismo año, al mismo tiempo que se entregaban los primeros aparatos de producción.
En julio de 1936, Consolidated había recibido un contrato por 50 PBY-2 con soportes subalares reforzados para admitir una carga de hasta 454 kg, y con ametralladoras Browning M2 de 12,7 mm en los puestos de tiro laterales. En noviembre de 1936 se cursó un pedido de 66 PBY-3 con motores R-1830-66 Twin Wasp repotenciados de 900 a 1000 hp, y en diciembre de 1937 otro contrato por 33 PBY-4, todos ellos con amplias cúpulas acristaladas en lugar de los paneles deslizables para los artilleros laterales, y con motores de 1050 hp. Dos PBY más fueron vendidos en 1937 al explorador Richard Archbold, que los bautizó Guba I y Guba II (palabra Motu que designa las tormentas repentinas). El Guba II trabajó arduamente en Nueva Guinea, y llevó a cabo el primer cruce aéreo del océano Índico, abriendo una ruta conocida durante la Segunda Guerra Mundial como "la ruta de la herradura", por la que volarían cientos de Catalina, tanto militares como de la BOAC. Más tarde atravesó África y el Atlántico, convirtiéndose en el primer avión que dio la vuelta al globo por el Ecuador. Mientras tanto, el Guba I había sido vendido a una expedición soviética encabezada por sir Hubert Wilkins, que voló 30 600 km en condiciones climáticas extremas, en un vano intento por encontrar a S. A. Levanevskii, desaparecido cerca del polo Norte el 13 de agosto de 1937. Tan eficaz encontraron los soviéticos el Model 28 para estos cometidos, que iniciaron la construcción bajo licencia del Model 28-2 en Taganrog, cerca del mar de Azov, bajo la designación GST (MP-7 para la versión civil de transporte). Alrededor de 1000 GST fueron empleados en la Segunda Guerra Mundial, con motores M-62 de 950 hp en capós cerrados del tipo I-16, y con armamento y equipo soviéticos.
Otro Model 28-5 (PBY-4) fue adquirido por el Ministerio del Aire británico y adoptado como hidrocanoa estándar en el Mando Costero. La primera variante de la RAF, denominada Catalina I (designación que más tarde adoptaría la propia Armada estadounidense), era similar a la más reciente de la Armada, la PBY-5 con motores R-1830-92 de 1200 hp. El 20 de diciembre de 1939 se cursó un pedido por 200 unidades; el contrato británico exigió un aumento en la capacidad de producción. Se inició la fabricación bajo licencia por Canadian Vickers en Cartierville (Montreal] y por Boeing of Canada en Vancouver; la factoría de San Diego creció hasta el doble de su tamaño, e incluso fue completada con una segunda planta instalada a casi dos kilómetros de las cadenas de montaje de los Consolidated B-24.

### Conversión anfibia y producción

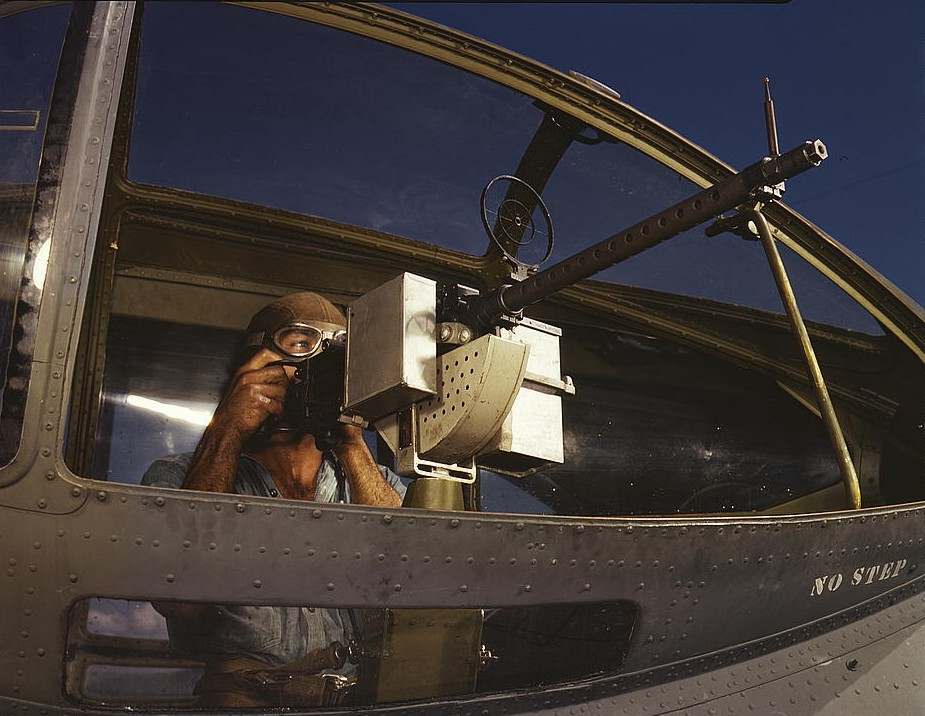
Artillero con ametralladora de 7,62 mm en uno de los puestos de tiro laterales con forma de burbuja de un PBY Catalina.

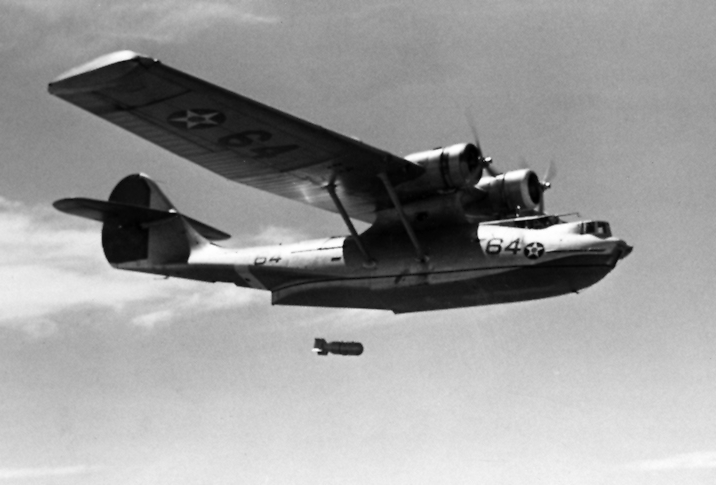
Un PBY Catalina lanzando una carga de profundidad en 1942.

El 22 de noviembre de 1939, Consolidated realizó el primer vuelo de un PBY-4 remodelado como XPBY-5A con tren de aterrizaje triciclo retráctil. Esta excelente conversión anfibia tuvo un gran éxito y solamente perjudicaba mínimamente las prestaciones; los 33 últimos PBY-5 fueron terminados como PBY-5A, pidiéndose a continuación otros 134 en noviembre de 1940. En la época de Pearl Harbour (7 de diciembre de 1941), la Armada estadounidense contaba con tres escuadrones de PBY-3 y dos de PBY-4, mientras no menos de 16 unidades volaban ya en el nuevo PBY-5. Antes del amanecer de ese día, la tripulación de un PBY había detectado el periscopio de un submarino japonés en Pearl Harbour, señalándolo con humo al destructor USS Ward, que lo hundió (la primera victoria estadounidense en la Segunda Guerra Mundial) una hora antes de que se desencadenara el ataque aéreo japonés. Por entonces se habían pedido no menos de 586 PBY-5, y la lista de exportaciones quedaba como sigue: Australia 18, Canadá 50, Francia 30 y las Indias Neerlandesas 36. En 1942 les siguieron otros 672 PBY-5A, de las que 56 eran OA-10 para las USAAF, que los empleó en tareas de salvamento. El primer lote para la RAF, incluido ya en la Ley de Préstamo y Arriendo, comprendía 225 PBY-5B (Catalina IA) no anfibios, seguidos por 97 Catalina IVA, a los que los británicos dotaron con el radar ASV Mk II. Los Catalina de la RAF adoptaron usualmente la ametralladora Vickers K (VGO) en la torreta de proa y dos Browning de 7,70 mm en los puestos laterales.
Hacia finales de 1941, la factoría de Cartierville trabajaba a todo ritmo. Canadian Vickers entregó 230 anfibios pedidos como PBV-1A, pero se sirvieron a las USAAF como OA-10A, así como 149 Canso I (designación canadiense del Catalina) para Canadá. Boeing, que había iniciado la producción un poco más tarde, produjo 240 hidrocanoas PB2B-1, la mayoría como Catalina IVB para la RAF, Australia y Nueva Zelanda, y 17 Catalina y 55 Canso para Canadá. Además, instaló una nueva factoría en 1941 para producir sus propios modelos mejorados. La NAF (Naval Aircraft Factory) de Filadelfia había sido la cuna de todos los diseños de hidrocanoa de la Armada estadounidense, y su experiencia se empleó en mejorar el diseño de "Mac" Laddon, en un intento por aliviar a la compañía hermana, que no podía ocuparse de ello debido al frenético ritmo de producción. El Catalina de la NAF, el PBN-1 tenía el ala reforzada para aceptar un peso bruto de 17 237 kg; capacidad de combustible incrementada; flotadores y montantes rediseñados, y un nuevo casco con una proa más larga y afilada, con una inclinación de 20° a mitad del casco y el rediente trasero alargado en 1,52 m hacia atrás. El cambio más ostensible fue el alargamiento de la cola, con un timón de dirección dotado de masa de compensación; el armamento estándar se incrementó en tres o más ametralladoras de 12,7 mm (solamente el puesto trasero ventral retuvo la ametralladora de 7,62 mm), con una torreta frontal redondeada y municionamiento a base de cinta continua. Otro cambio fue el rediseño de los sistemas eléctricos y su aumento de potencia, desplazando las baterías del borde de ataque alar al interior del casco.
NAF entregó 138 PBN-1 Nomad, y Consolidated (que ya se había convertido en Convair) abrió otra factoría en Nueva Orleans para fabricar el mejor de todos los Catalina, la versión anfibia del PBN. Denominado PBY-6A, usualmente llevaba un radar centimétrico en un aerodinámico contenedor sobre la cabina, y una torreta de proa armada con dos ametralladoras de 12,7 mm. Se cursó un pedido por 900 ejemplares, que con el fin de la guerra quedó reducido a 48 aparatos para la URSS (que también había recibido los PBN), 75 OA-10B para las USAAF y 112 para la Armada estadounidense. Cincuenta más fueron entregados a la RAF por Boeing de Vancouver como PB2B-2, y designados Catalina IV
La producción total de las versiones del Consolidated Model 28 excedió considerablemente los cuatro mil ejemplares. De ellos, 2398 fueron entregados por Consolidated Aircraft y Convair (nombre que a partir de marzo de 1943 recibió la fusión de Consolidated y Vultee-Stinson); alrededor de 892 fueron producidos en Canadá por las dos factorías de aquel país, y entre 1000 y 1500 fueron fabricados en la URSS.

### Variantes producidas en masa para la Armada de los Estados Unidos
Se estima que fueron producidos 4051 aviones Catalina, Canso, y GST de todas las versiones entre junio de 1937 y mayo de 1945 para la Armada de los Estados Unidos, las Fuerzas Aéreas del Ejército de los Estados Unidos, la Guardia Costera de los Estados Unidos, naciones alidadas y usuarios civiles.
| Modelo | Periodo de producción y características diferenciadoras | Cantidad |
| ------ | --- | -------- |
| PBY-1  | Septiembre de 1936-junio de 1937 Primer modelo de producción. | 60       |
| PBY-2  | Mayo de 1937-febrero de 1938 Cambios menores en la estructura de cola y refuerzos en el casco. | 50       |
| PBY-3  | Noviembre de 1936-agosto de 1938 Motores de mayor potencia. | 66       |
| PBY-4  | Mayo de 1938-junio de 1939 Motores de mayor potencia, conos en los ejes de las hélices, y cubiertas de polimetilmetacrilato con forma de burbuja en las ventanas de los artilleros de cola (las últimas unidades construidas). | 32       |
| PBY-5  | Septiembre de 1940-julio de 1943 Motores de mayor potencia (que usaban combustible de mayor octanaje), uso discontinuado de conos de hélices, cubiertas de los artilleros de cola estandarizadas. | 684      |
| PBY-5A | Octubre de 1941-enero 1945 Incorporación de un tren de aterrizaje triciclo retráctil hidráulico para operaciones anfibias. Introdujo la posición del artillero de cola reemplazando la ametralladora de la escotilla de popa por una torreta de bola equipada con dos ametralladoras de 7,62 mm (algunas de las últimas unidades), incremento del blindaje, depósitos de combustible autosellantes. | 802      |
| PBY-6A | Enero de 1945-mayo de 1945 Incorporó cambios del PBN-1, incluyendo un estabilizador vertical más alto, refuerzos en las alas para una mayor capacidad de carga, nuevo sistema eléctrico, torreta de bola estandarizada y un radomo sobre la cabina para un radar. | 175      |

### PBN Nomad
La Naval Aircraft Factory realizó modificaciones significativas en el diseño del PBY, muchos de cuales habrían interrumpido considerablemente las entregas cuando ellos fueron incorporados a las cadenas de producción de Consolidated. El nuevo avión, oficialmente llamado como PBN-1 Nomad, tenía varias diferencias con el PBY básico. Las mejoras más obvias eran el arco, que fue aguzado y ampliado en 2 pies, y la cola, que fue ampliada y con una nueva forma. Otras mejoras incluyeron depósitos de combustible más grandes, aumentando la autonomía en un 50 %, y alas más fuertes que permitían un peso al despegue más alto en 2000 libras (908 kilogramos). Una unidad de potencia auxiliar fue instalada, con un sistema eléctrico modernizado, y las armas fueron mejoradas con mecanismos de alimentación continua.
La mayoría (138) de los 156 PBN-1 producidos sirvieron con la Marina soviética. Los 18 restantes fueron asignados a unidades que se entrenaban en la NAS Whidbey Island y en la Naval Air Facility en Newport, Rhode Island.  Más tarde, las mejoras en el PBN-1 (principalmente, la cola más grande) fueron incorporadas en PBY-6A anfibio.

## Historia operacional

### Segunda Guerra Mundial

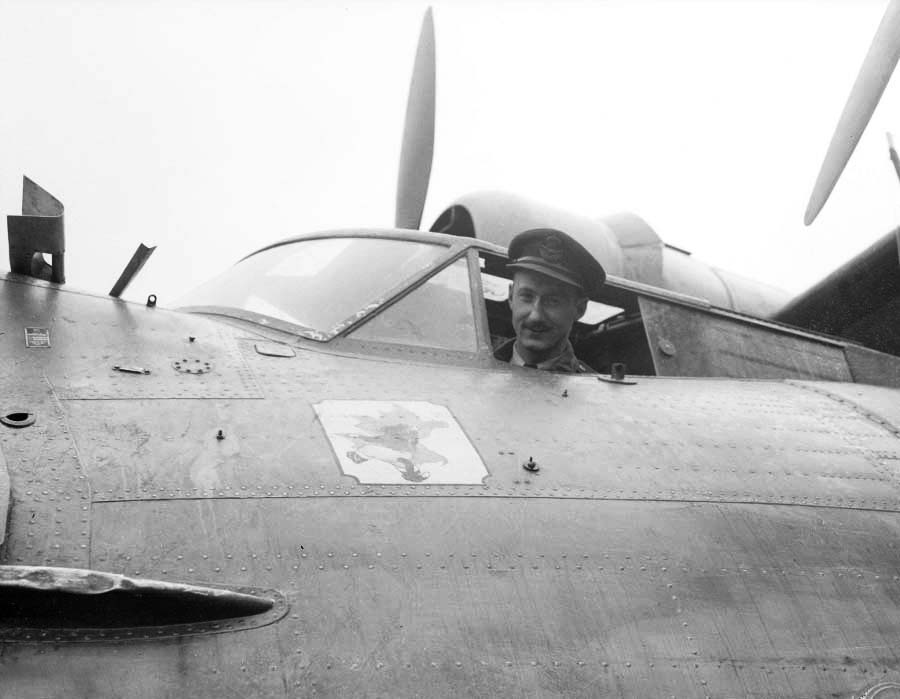
El líder de escuadrón Leonard Birchall a bordo de un PBY Catalina antes de ser derribado y capturado por los japoneses cerca de Ceilán.

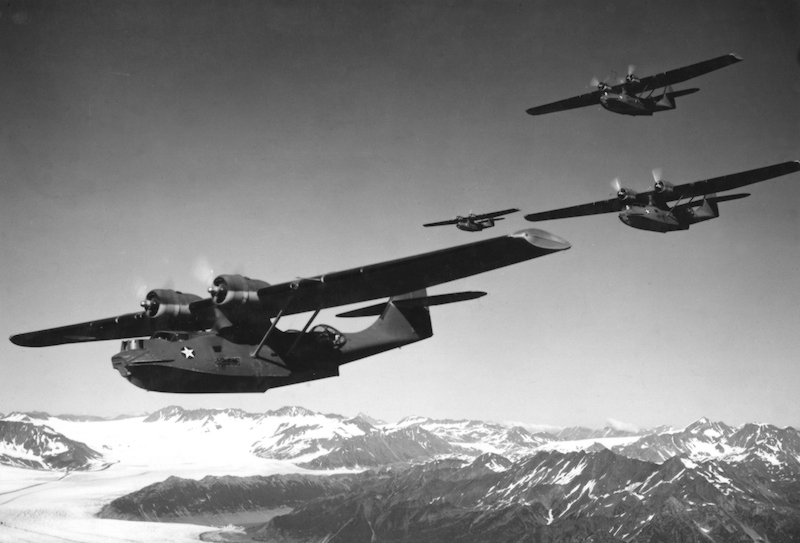
Varios PBY-5 de la Armada de los Estados Unidos sobrevolando un glaciar en la costa de Alaska en agosto de 1942 durante la Batalla de las Islas Aleutianas.

Las operaciones de los Catalina de la RAF empezaron en la primavera de 1941, equipando a los 209th y 210th Squadrons; uno de los primeros en entrar en activo, un aparato del 209th Squadron con base en Castle Archdale, descubrió en el Atlántico, el 26 de mayo de 1941, al acorazado alemán Bismarck, que había eludido a todos sus perseguidores durante 31 horas y media. A pesar del nutrido fuego antiaéreo, el Catalina radió la posición del acorazado y mantuvo el contacto hasta ser relevado por otro Catalina del 240th Squadron, que guio a la flota británica hasta su objetivo. Aparte de este suceso épico, la mayoría de los 650 Catalina del Mando Costero fueron empleados contra los submarinos alemanes, y algunos aparatos realizaron vuelos de 15 a 20 horas que terminaban en Grasnaya (Múrmansk) y en Arcángel, para proteger los convoyes con suministros para la URSS. El principal inconveniente del Catalina era su baja velocidad, que daba tiempo a los submarinos para sumergirse tras ser detectados. Hacia 1943, éstos empezaron a optar por permanecer en la superficie y recibir al Catalina con un peligroso fuego antiaéreo.
La supervivencia era igualmente dura en el teatro del Pacífico, donde desde el 7 de diciembre de 1941 el Catalina era, con mucho, el más importante de los aviones estadounidenses de patrulla. En la campaña de las islas Aleutianas, muchos Catalina volaban sobrecargados, con ventiscas y de noche, con hielo en los parabrisas. En junio de 1942, un PBY Catalina que formaba parte de un abanico de patrullaje, detectó a la flota de Nagumo rumbo a Midway, iniciándose la Batalla de Midway.
El PBY fue el primer avión norteamericano en equiparse con radar (aparte del obsoleto Douglas B-18) y llevó a cabo gran diversidad de misiones, incluidas las de torpedero, transporte y remolcado de planeadores. Quizás los más famosos de todos los Catalina fueron los anfibios PBY-5A Black Cat (Gato Negro) que, pintados de negro mate, recorrieron el Pacífico desde diciembre de 1942, detectando con su radar la presencia de buques japoneses de todo tipo y rescatando a los tripulantes de buques y aviones aliados.

### Uso en la posguerra

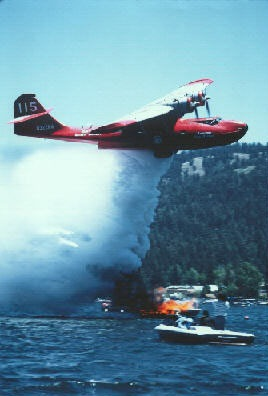
Un PBY-6A Catalina modificado para lucha contra incendios que estuvo en servicio entre 1979 y 1988.

Una vez acabada la guerra, muchos usuarios del Catalina siguieron empleando este modelo. En la URSS, el GST permaneció como hidroavión de patrulla hasta ser reemplazado en 1950-53 por el Beriev Be-6, pero continuó prestando servicios en la protección pesquera y otros papeles secundarios hasta 1959. Asimismo, transportes MP-7, con motores M-62IR de 870 hp, cumplieron funciones civiles hasta bien entrado 1958. La RAF retiró los aviones de la Ley de Préstamo y Arriendo tras la rendición de Japón, pero la Armada estadounidense continuó empleando tanto las versiones anfibias como de hidrocanoa hasta después de 1950. En dicho año, la Reserva Naval y la Guardia Costera empleaban los PBY-6A, y la USAF los OA-10B, en la mayoría de los casos en el papel de salvamento con un bote lanzable bajo cada ala. Francia e Israel hicieron amplio uso de los Catalina en la década de los cincuenta, al igual que Argentina, Brasil, Ecuador, República Dominicana, Indonesia, China Nacionalista, México y Perú. Los últimos ejemplares operativos en las fuerzas aéreas sudamericanas se retiraron del servicio hacia 1965-66.
En Chile, el primer vuelo desde Chile continental a la Isla de Pascua fue realizado por un PBY Catalina llamado Manutara de la Fuerza Aérea de Chile. El vuelo, efectuado el 20 de enero de 1951, fue comandado por el capitán Roberto Parragué Singer como piloto y los tenientes José Núñez Rousseau y Alfredo Aguilar como copilotos. El vuelo partió de la Base Aérea de La Serena, recorriendo unos 3800 kilómetros sin escala, para finalmente aterrizar en una pista preparada de antemano en Mataveri. 
Los Catalina de posguerra tuvieron un importante papel como transportes civiles y contra incendios. Las variantes anfibias eran especialmente apreciadas; en un momento dado volaban más de 80 ejemplares al servicio de líneas aéreas sudamericanas (la principal de ellas fue Panair do Brasil, que los empleó en gran escala, con una capacidad para 22 pasajeros); como aviones contra incendios, los Canso y Catalina cargaban usualmente 3636 litros de agua, y en algunos casos recargaban gracias a una sonda retráctil, que permitía la carga en vuelo de más de 10 Tm y eliminaba la necesidad de descender salvo para reaprovisionarse de combustible. El éxito de estos aviones en Canadá y Estados Unidos movió a Canadair a producir un avión diseñado ex profeso, el Canadair CL-215, un anfibio modernizado, con la misma configuración del Catalina y el doble de potencia motriz. En 1968 se produjo un cambio mayor con el Bird Innovator. 
La Bird Corporation, el mayor fabricante del mundo de aparatos respiradores médicos, comenzó a utilizar un PBY-5. Para incrementar su capacidad, la compañía añadió otros dos motores Lycoming en las secciones externas de los planos, rediseñó fuselaje y la deriva, e hizo otros muchos cambios. Este Catalina cuatrimotor poseía un alcance mayor, podía volar en crucero a 322 km/h y poseía mejores prestaciones con motor parado, a pesar de su peso aumentado.

## Variantes

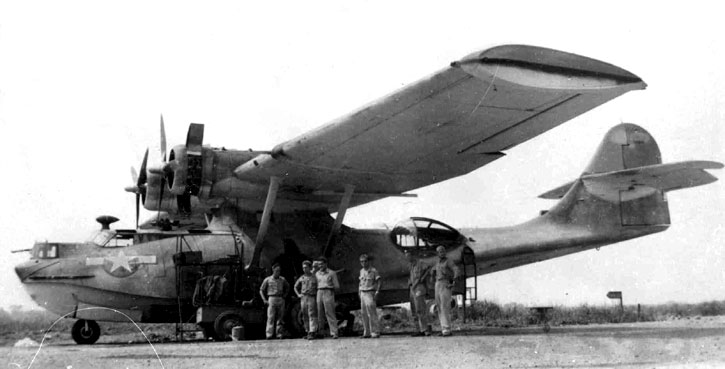
Un OA-10 y su tripulación.

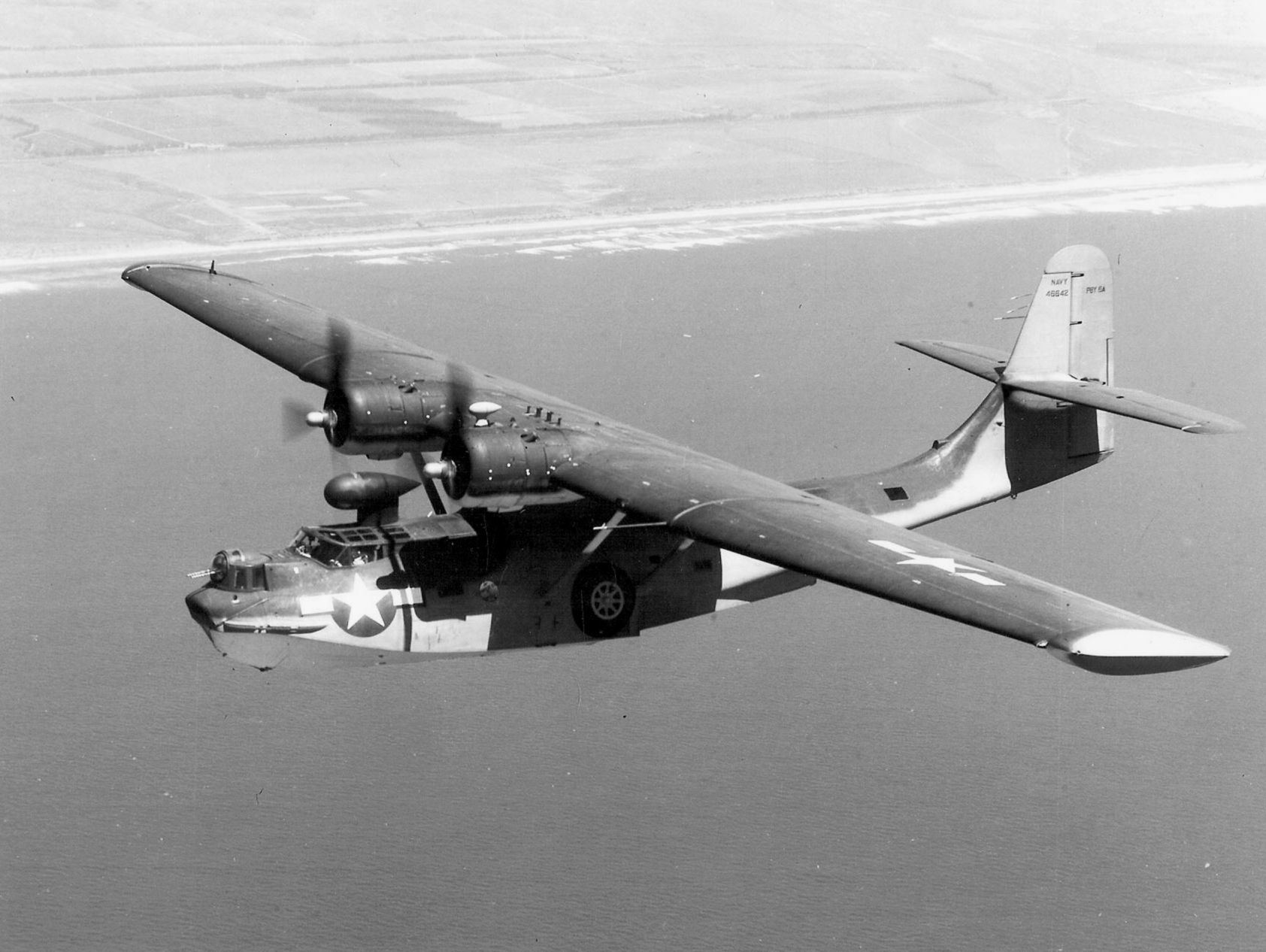
Un PBY-6A Catalina de la Armada de los Estados Unidos en 1945, este versión disponía de un radar instalado en un radomo encima de la cabina de pilotaje.

### Armada estadounidense
XP3Y-1
El hidroavión prototipo Model 28, redenominado más tarde como XBPY-1, solo uno construido (USN Bureau No 9459). Más tarde fue equipado con una antena de 48 pies de diámetro para barrer minas magnéticas. Un motor Ranger de 550 hp accionaba un generador para producir un campo magnético.
XBPY-1
Versión del prototipo del Model 28 para la Armada de los Estados Unidos, el XP3Y-1 remotorizado con dos motores R-1830-64 de 900 hp, solo uno construido.
PBY-1 (Model 28-1)
Primer modelo de producción; motores R-1830-64 900 hp, 60 construidos.
PBY-2 (Model 28-2)
Cambios de equipo y mejora de prestaciones, 50 construidos.
PBY-3 (Model 28-3)
Propulsado por motores R-1830-66 de 1000 hp, 66 construidos.
PBY-4 (Model 28-4)
Propulsado por motores R-1830-72 de 1050 hp, 33 construidos (incluyendo uno inicial como XBPY-4, que más tarde se convirtió en el XBPY-5A).
PBY-5 (Model 28-5)
Motores R-1830-92 de 1200 hp y provisión para depósitos de combustible suplementarios (con autosellado parcial), 683 construidos (más uno construido en Nueva Orleans), algunos aviones llegaron a la RAF como Catalina IVA y uno a la Guardia Costera de los Estados Unidos. El PBY-5 también fue construido en la Unión Soviética como GST.
XPBY-5A
Un PBY-4 convertido en anfibio y que voló por primera vez en noviembre de 1939.
PBY-5A (Model 28-5A)
La versión anfibia del PBY-5, con 2 motores R-1830-92 de 1200 hp, el primer lote (de 124) iba armado con una ametralladora de 7,62 mm en la proa, mientras que los siguientes iban armados con dos ametralladoras de 7,62 mm. Se construyeron 803 aparatos, inclusive unidades desviadas a las Fuerzas Aéreas del Ejército de los Estados Unidos, la RAF (como Catalina IIIA) y uno a la Guardia Costera de los Estados Unidos.
PBY-6A
Versión anfibia con dos motores R-1830-92 de 1200 hp y una aleta y timón más altos. Equipado con antena de radar encima de la cabina y dos ametralladoras de 12,7 mm como armas de proa. Se construyeron 175 unidades, incluyendo 21 transferidos a la Marina soviética.
PBY-6AG
Un PBY-6A usado por la Guardia Costera de los Estados Unidos como un transporte de personal.
Boeing Canada PB2B-1
Versión del PBY-5 construida por Boeing Canada, 165 construidos, la mayoría suministrados a la RAF y la RNZAF como Catalina IVB.
Boeing Canada PB2B-2
Versión del PBY-5 construida por Boeing Canada, pero con la aleta más alta del PBN-1. 67 construidos y suministrados a la RAF como Catalina VI.
NAF PBN-1 Nomad
Diseño revisado por Naval Aircraft Factory.
Canada Vickers PBV-1A
Versión del PBY-5A construida por Canada Vickers, 380 construidos, incluyendo 150 para la RCAF como Canso-A y el resto a las USAAF como el OA-10A.

### USAAF
OA-10
PBY-5A transferidos a las fuerzas Aéreas del Ejército de los Estados Unidos, 105 construidos; 58 aviones supervivientes fueron redesignados A-10 en 1948.
OA-10A
Versión del PBV-1A construida por Canada Vickers, 230 construidos; los supervivientes se redesignaron A-10A en 1948. Tres aviones adicionales de la Armada en 1949 como A-10A.
OA-10B
Antiguos PBY-6A transferidos a las USAAF, 75 construidos; redesignados A-10B en 1948.

### RAF
Catalina I
Avión de compra directa para la Real Fuerza Aérea, igual que el PBY-5 con seis ametralladoras de 7,62 mm y propulsado por dos motores R-1830-S1C3-G de 1200 hp, 109 construidos.
Catalina IA
Operados por la Real Fuerza Aérea Canadiense como Canso, 14 construidos.
Catalina IB
PBY-5B del Préstamo-Arriendo para la RAF, 225 construidos.
Catalina II
Cambios de equipamiento, seis construidos.
Catalina IIA
Catalina II construidos por Vickers-Canadá para la RAF, 50 construidos.
Catalina IIIA
Antiguos PBY-5A de la Armada estadounidense usados por la RAF en el Servicio de Ferry del Atlántico Norte, 12 aviones. Fueron los únicos anfibios que entraron en servicio con la RAF.
Catalina IVA
PBY-5B con radar ASV.Mk II del Préstamo-Arriendo para la RAF, 93 aviones.
Catalina IVB
PB2B-1 del Préstamo-Arriendo para la RAF, algunos fueron a la RAAF.
Catalina VI
PB2B-2 del Préstamo-Arriendo para la RAF, algunos fueron a la RAAF.

### RCAF
Canso-A
Designación de la RCAF para el PBV-1A.

### Otros operadores
GST ("Gydro Samoliot Transportnyi")
Versión producida en la URSS bajo licencia del PBY-5; dos motores M-62 de 950 hp.
MP-7
Versión de transporte civil del GST; dos motores M-621R de 850 hp.
Steward-Davis Super Catalina ("Super Cat")
Catalina convertidos para usar motores Wright R-2600 Cyclone 14 de 1700 hp, con timón agrandado y otros cambios.
Avalon Turbo Canso
Conversión propuesta a turbohélice de Canso apagafuegos, propulsada por motores Rolls-Royce Dart.

## Operadores

### Militares
Argentina
- Armada Argentina

 Australia

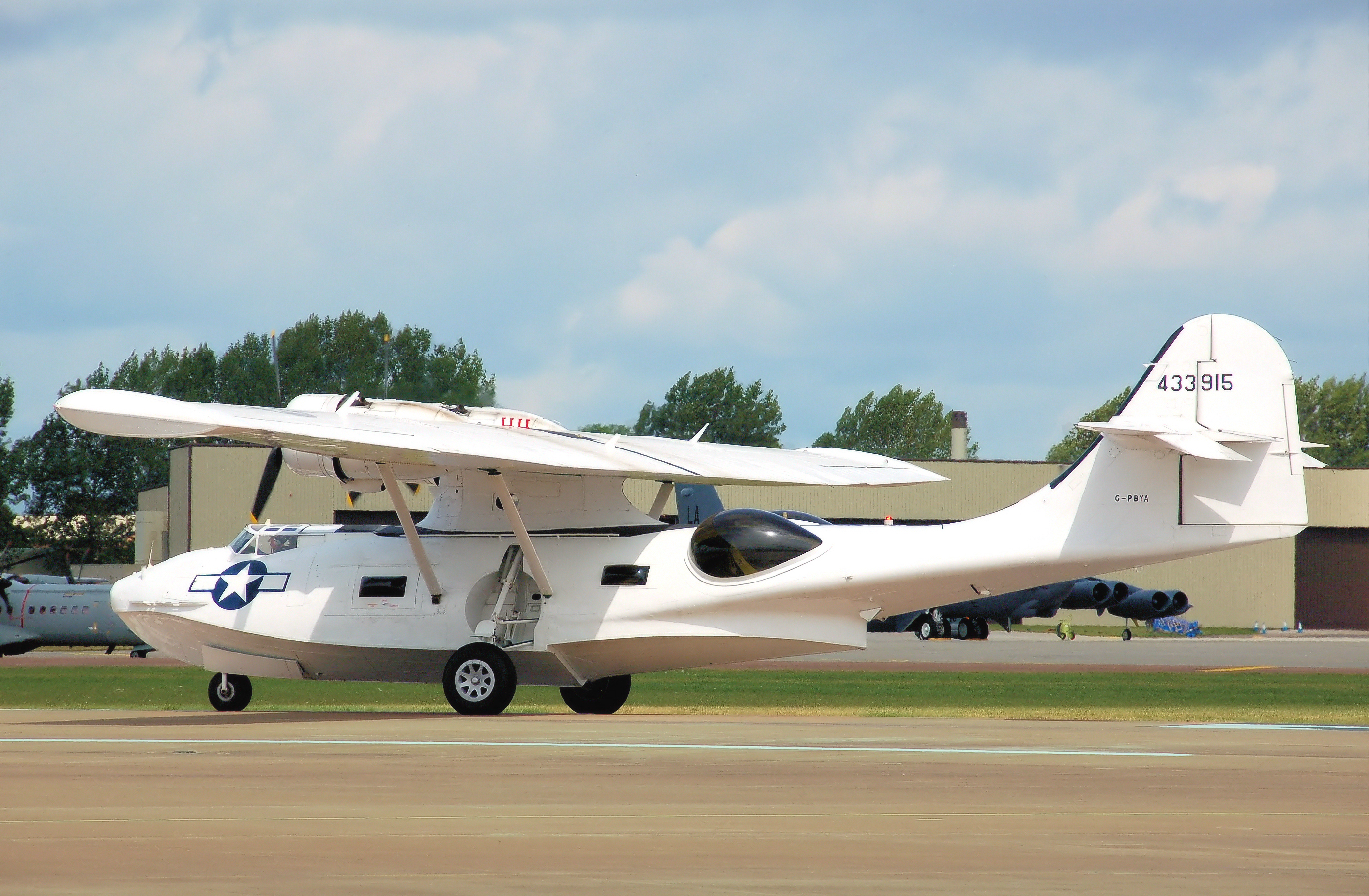
Un Canadian Vickers PBV-1A Canso A, una versión del PBY-5A Catalina, en una exhibición en 2009. Este avión fue fabricado en 1944 para la Real Fuerza Aérea Canadiense.

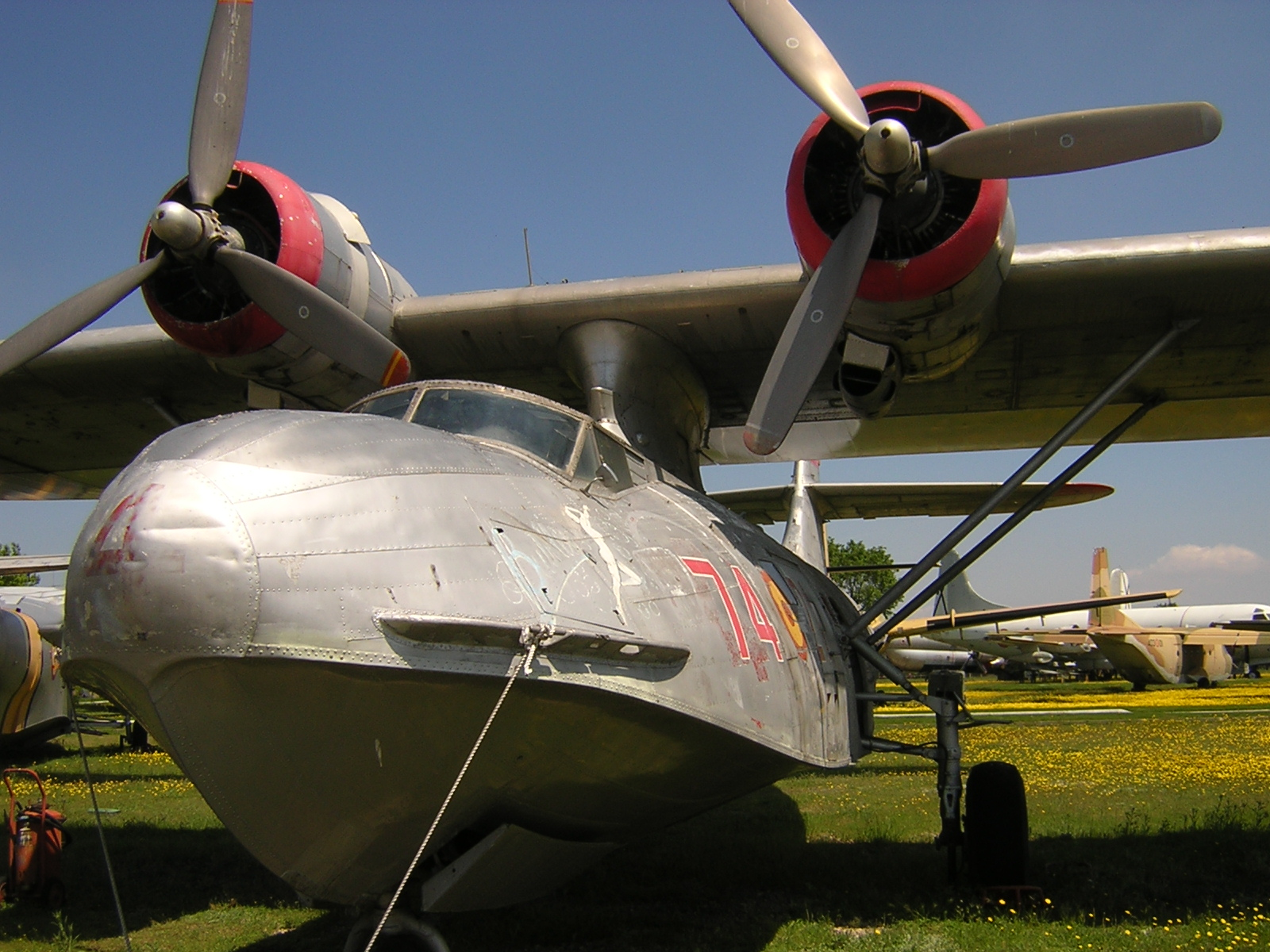
PBY-6 Catalina conservado en el museo del Ejército del Aire de España, en Madrid.

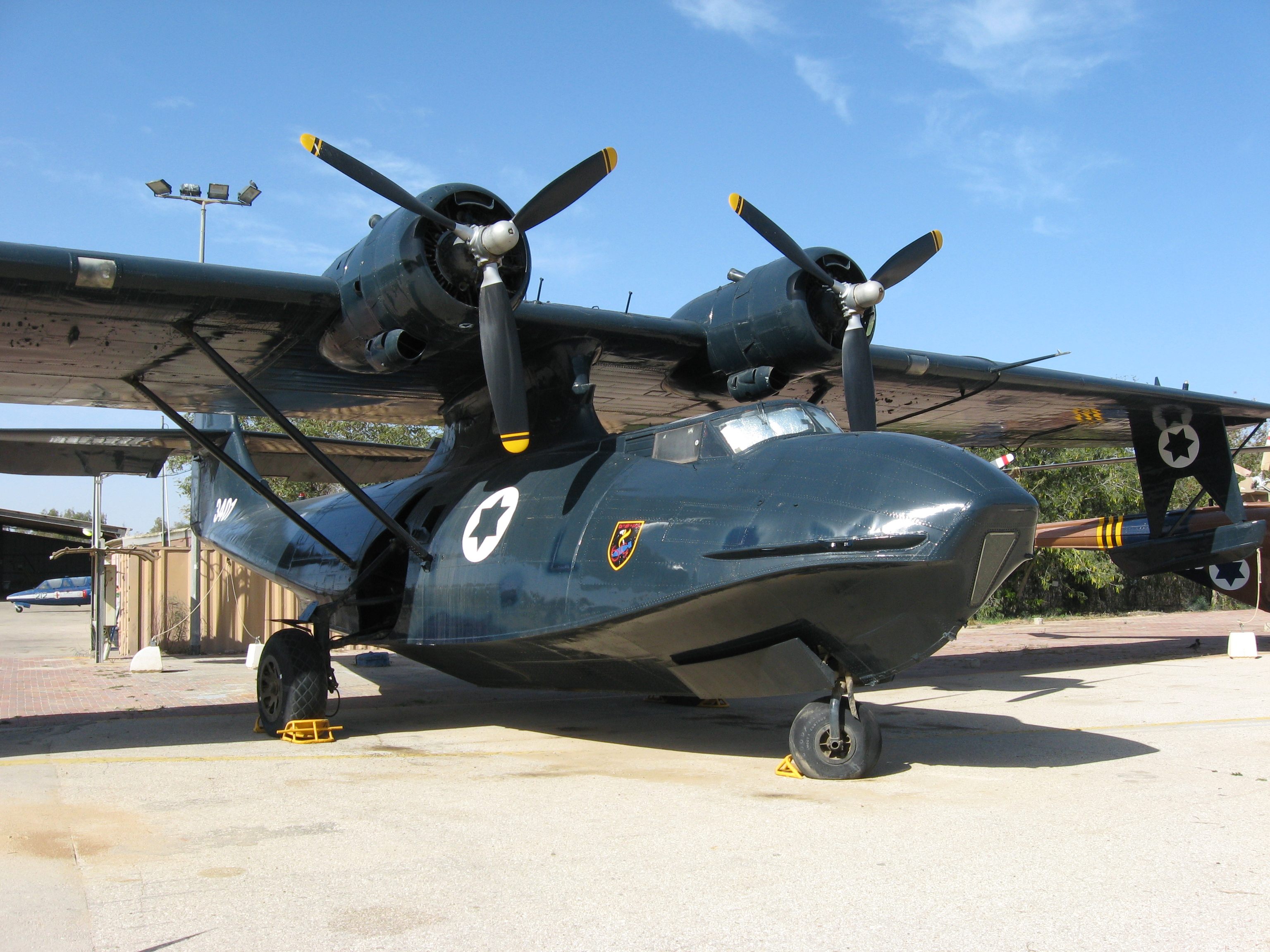
Un Catalina en el Museo de la Fuerza Aérea Israelí en Hatzerim.

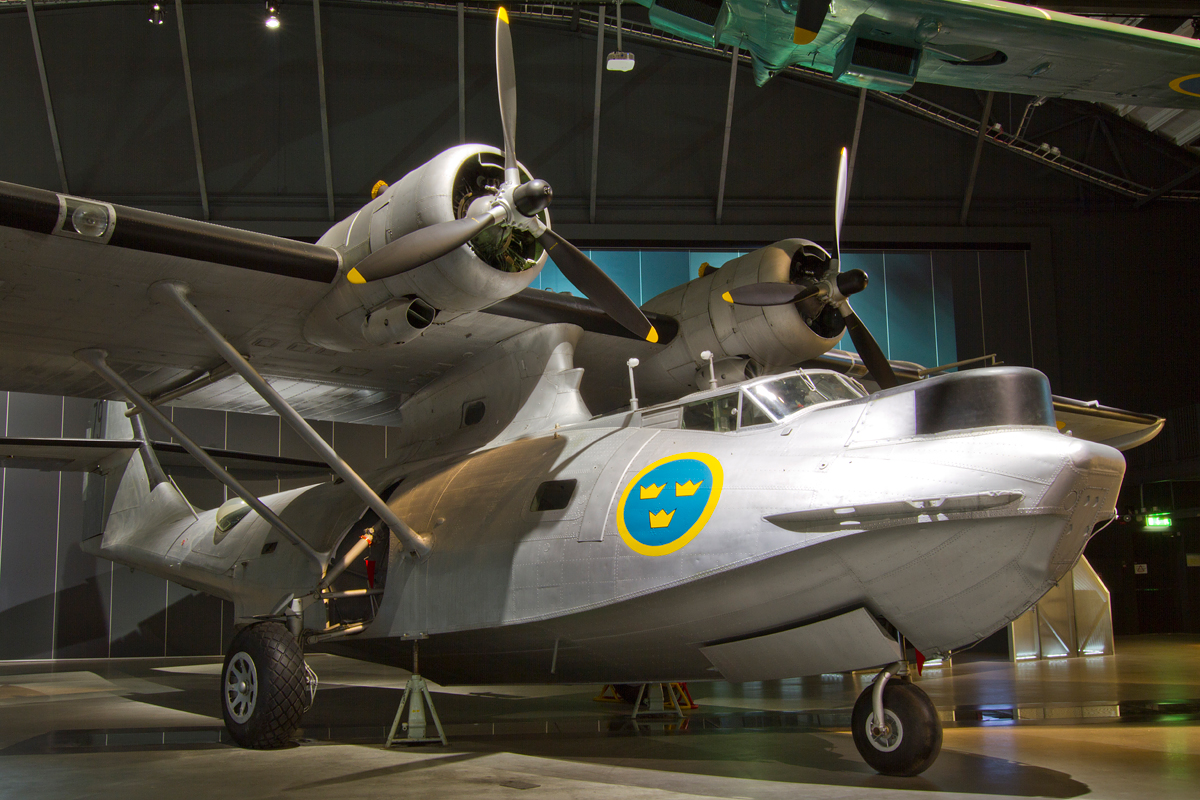
Un PBY Catalina sueco expuesto en el Museo de la Fuerza Aérea Sueca en Linkoping, Suecia.

- Real Fuerza Aérea Australiana (RAAF): Australia hizo un primer pedido de 18 aviones PBY-5 en 1940. Al final de la guerra encargó otros 168 PBY que fueron utilizados en una amplia variedad de funciones, incluyendo patrulla antisubmarina, reconocimiento, colocación de minas, rescate aire-mar y guerra psicológica. Además, los PBY de la RAAF también fueron utilizados para transportar personal australiano de regreso a casa al finalizar la guerra. La RAAF retiró del servicio el último Catalina en 1952.

 Brasil
- Fuerza Aérea Brasileña

 Canadá
- Real Fuerza Aérea Canadiense (RCAF): Canadá, además de usuario, también fue fabricante del PBY. Después de un acuerdo alcanzado entre los gobiernos canadiense y estadounidense, se establecieron líneas de producción en Canadá, una de Boeing Aircraft of Canada en Vancouver, que fabricó el avión con la designación PB2B-1, y otra de Canadian Vickers en las instalaciones de Canadair en Cartierville, que fabricó el avión con la designación PBV-1. Los aviones de fabricación canadiense sirvieron en la RCAF con el nombre de Canso A, y eran equivalentes al PBY-5A (con tren de aterrizaje retráctil).

 Chile
- Fuerza Aérea de Chile: 1950, Grupo 2 (Unidad Antisumarina/SAR).[5]
- ASPAR (Aeroservicio Parrague Extintor de incendios)[6]
- Manutara[7]

 República de China
 Colombia
- Fuerza Aérea Colombiana

 Cuba
- Marina de Guerra Revolucionaria: 1952-1961.[8]

 Dinamarca
- Fuerza Aérea de Dinamarca

 Ecuador
 España
- Ejército del Aire: utilizó un avión modelo PBY-5A, bajo la designación DR.1 y con indicativo 74-21, como bombardero de patrulla y avión contraincendios entre 1949 y 1954. Este era un avión de las Fuerzas Aéreas del Ejército de los Estados Unidos que aterrizó por error en el Sahara español en 1942.[9][10]

 Estados Unidos
- Armada de los Estados Unidos
- Fuerzas Aéreas del Ejército de los Estados Unidos

 Filipinas
 Indonesia
 Islandia
- Guardia Costera de Islandia

 Israel
- Fuerza Aérea Israelí

 Japón
- Fuerza Marítima de Autodefensa de Japón

 México
 Noruega
- Real Fuerza Aérea Noruega

 Nueva Zelanda
- Real Fuerza Aérea de Nueva Zelanda

 Países Bajos
Los Países Bajos adquirieron 48 aviones para ser usados en las Indias Orientales Neerlandesas.
- Real Fuerza Aérea de los Países Bajos
- Marina Real de los Países Bajos-Servicio de Aviación Naval

 Paraguay
- Fuerza Aérea Paraguaya: Paraguay hizo un primer pedido de 3 PBY-5A en 1955. Uno resultó destruido en los Estados Unidos antes de ser entregado. Los otros dos fueron entregados y entraron en servicio con los indicativos T-29 y T-31. El T-29 rescató al expresidente Perón en octubre de 1955 en Argentina. En 1956 ambos aviones fueron transferidos a Líneas Aéreas de Transporte Nacional (LATN).

 Perú
 Reino Unido
- Real Fuerza Aérea (RAF): El Ministerio del Aire Británico adquirió un avión para evaluarlo, el Model 28-5, este voló a través del Océano Atlántico hasta el Marine Aircraft Experimental Establishment, en Felixstowe, en julio de 1939. Con el estallido de la guerra anticipado, las pruebas se finalizaron antes de tiempo y se hizo un pedido de 50 aviones bajo la designación "Catalina I". Estos aviones eran similares al PBY-5, pero montaban armamento británico. El nombre Catalina ya eran usado por Consolidated antes del pedido británico y finalmente fue adoptado por la Armada de los Estados Unidos el 1 de octubre de 1941.

Las primeras entregas del Catalina a la RAF comenzaron a principios de 1941 y entraron en servicio con los escuadrones N.º 209 y 240 del Mando Costero. En total, fueron equipados con aviones Catalina 9 escuadrones del Mando Costero y otros 12 escuadrones de ultramar. El número total de aviones adquiridos fue de aproximadamente de 700 en distintas versiones: Catalina Mk I, Mk IA (PBY-5A anfibio), Mk IB, Mk II, Mk III, Mk IVB (PB2B-1 canadiense), Mk IV y Mk VI (una versión del PBN-1 canadiense). Los Catalina Mk V (PBN-1 canadienses) fueron cancelados. Los Catalina británicos portaban ametralladoras calibre .303 British (7,70 mm), normalmente Vickers K en la proa y Browning M1919 en parte trasera, y algunos portaban una luz Leigh para guerra antisubmarina nocturna. La RAF compró un GST soviético que aterrizó en Chipre en noviembre de 1941, aunque probablemente no fue usado.
 República de China
 República Dominicana
- Marina de Guerra Dominicana: 1946-1950.
- Aviación Militar Dominicana: 1950-1958.

 Sudáfrica
- Fuerza Aérea Sudafricana: El PBY Catalina fue utilizado por los escuadrones N.º 6, 10 y 43 de la Fuerza Aérea Sudafricana durante la Segunda Guerra Mundial.[11]

 Suecia
- La Fuerza Aérea Sueca compró en 1947 tres aviones anfibios Canso fabricados por Canadian Vickers en Canadá, fueron designados Tp 47 y modificados para sus nuevas misiones de posguerra y puestos en servicio en el Ala F2 con base en Hägernäs, cerca de Estocolmo. Sirvieron principalmente en misiones de rescate aire-mar y también para reconocimiento. El Tp 47 estaba equipado con un radar PS-19/A y motores Pratt & Whitney R-1830-92 Twin Wasp de 1200 hp cada uno, llevaba 5 tripulantes, tenía espacio para 6 camillas, y no estaba armado.

 Unión Soviética
- Armada Soviética-Aviación Naval Soviética: La Unión Soviética hizo un pedido de tres aviones y negoció una licencia para producir el modelo en la URSS. Cuando se entregaron las tres aeronaves fueron acompañadas por un equipo de ingenieros de Consolidated que ayudaron a establecer las instalaciones de producción soviéticas. La versión producida, designada GST, estaba equipada con motores radiales Shvetsov M-62 o ASh-62IR de entre 900 y 1000 hp (671 a 746 kW).[12] El primer GST entró en servicio hacia finales de 1939. Se estima que sirvieron en la Armada Soviética unos cientos de esos aviones de producción local. Además, la URSS también recibió 138 PBN-1 Nomad fabricados por la Naval Aircraft Factory en Filadelfia y 48 PBY-6A mediante la Ley de Préstamo y Arriendo de los Estados Unidos.

 Uruguay

### Civiles
Australia
- Ansett

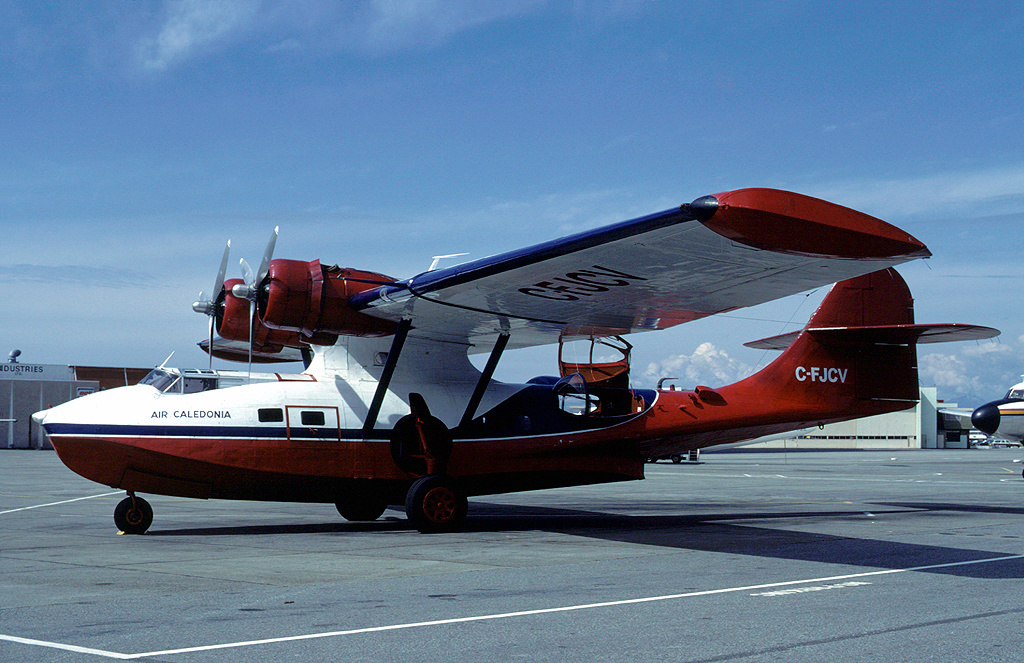
Canadian Vickers PBV-1A Canso A (matrícula C-FJCV) de Air Caledonia en el Aeropuerto Internacional de Vancouver en 1983.

- Qantas: 5 aviones procedentes de la RAF británica utilizados entre 1940 y 1945 para cubrir rutas entre Ceilán y Perth (Australia).

 Brasil
- Aero Geral
- Serviços Aéreos Cruzeiro do Sul
- Panair do Brasil
- Paraense Transportes Aéreos
- Transportes Aéreos Bandeirantes (TABA)
- Viação Aérea Santos Dumont (VASD)

 Canadá
- Buffalo Airways

 Colombia
- Satena
- Avianca

 Nueva Zelanda
- Tasman Empire Airways (TEAL): Un Boeing PB2B-1 Catalina, procedente de la Real Fuerza Aérea de Nueva Zelanda (RNZAF) con indicativo NZ4035, utilizado para entrenamiento de tripulaciones con matrícula ZK-AMI entre finales de 1947 y noviembre de 1948, momento en el que regresó a uso militar. Un segundo PB2B-1 Catalina, NZ4038, fue adaptado para uso civil con matrícula ZK-AMP en diciembre de 1948 y usado para cubrir varias rutas hasta que en 1951 fue devuelto a la RNZAF.

 Paraguay
- Líneas Aéreas de Transporte Nacional:  Dos PBY-5A utilizados entre finales de los años 1950 y principios de los 1960 con matrículas ZP-CBA y ZP-CBB. Este último resultó destruido en un accidente en 1957 en el que murió el piloto. El otro fue transferido a la Fuerza Aérea de Paraguay a principios de los años 1970.

 Reino Unido
- British Overseas Airways Corporation (BOAC): Dos aviones procedentes de la RAF utilizados entre 1940 y 1945 para cubrir rutas entre Poole (Inglaterra) y Lagos (Nigeria).

## Especificaciones (PBY-5A)
Referencia datos: Encyclopedia of World Air Power Jane's Fighting Aircraft of World War II Handbook of Erection and Maintenance Instructions for Navy Model PBY-5 and PBY-5A Airplanes. y Quest for Performance

### Características generales
- Tripulación: Ocho (piloto, copiloto, navegante, operador de radio, artillero de proa, mecánico de vuelo y dos artilleros de cola)
- Longitud: 19,5 m (63,8 ft)
- Envergadura: 31,7 m (104 ft)
- Altura: 6,2 m (20,2 ft)
- Superficie alar: 130 m² (1399,3 ft²)
- Peso vacío: 9485 kg (20 904,9 lb)
- Peso máximo al despegue: 16 066 kg (35 409,5 lb)
- Planta motriz: 2× motores radiales de 14 cilindros en doble estrella refrigerados por aire Pratt & Whitney R-1830-92 Twin Wasp.
  - Potencia: 890 kW (1227 HP; 1210 CV) cada uno.
- Hélices: 1× tripala por motor.
- Alargamiento alar: 7,73

### Rendimiento
- Velocidad máxima operativa (Vno): 314 km/h (195 MPH; 170 kt)
- Velocidad crucero (Vc): 201 km/h (125 MPH; 109 kt)
- Alcance: 4030 km (2176 nmi; 2504 mi)
- Techo de vuelo: 4,800
- Régimen de ascenso: 5,1 m/s (1004 ft/min)
- Carga alar: 123,6 kg/m² (25,3 lb/ft²)
- Potencia/peso: 56 W/kg

### Armamento
- Ametralladoras: 

  - 3× Browning M1919 de 7,62 mm (.30), dos en la torreta de proa y una en una escotilla ventral de cola
  - 2× Browning M2 de 12,7 mm (.50), una en cada ventana lateral trasera
- Bombas: 1814 kg de bombas o cargas de profundidad
- Otros: También podía portar torpedos

## Aeronaves relacionadas

### Desarrollos relacionados
- Consolidated PB2Y Coronado

### Aeronaves similares
- Dornier Do 24
- Douglas XP3D
- Consolidated P2Y
- Grumman Albatross
- Yokosuka H5Y
- Kawanishi H6K

### Secuencias de designación
- Secuencia Numérica (interna de Consolidated): ← 25 - 26 - 27 - 28 - 29 - 30 - 31 →
- Secuencia P_Y (Aviones de Patrulla de la Armada estadounidense, 1922-1962 (Consolidated, 1926-1954)): PY - P2Y - P3Y - P4Y-1 - P4Y-2 - P5Y →
- Secuencia PB_Y (Bombarderos de Patrulla de la Armada estadounidense, 1935-1962 (Consolidated, 1926-1954)): PBY - PB2Y - PB3Y - PB4Y-1 →
- Secuencia PB_B (Bombarderos de Patrulla de la Armada estadounidense, 1935-1962 (Boeing, 1923-1962)): PBB - PB2B
- Secuencia PB_N (Bombarderos de Patrulla de la Armada estadounidense, 1935-1962 (Naval Aircraft Factory, 1922-1962)): PBN
- Secuencia PB_V (Bombarderos de Patrulla de la Armada estadounidense, 1935-1962 (Canadian Vickers, 1941-1945)): PBV
- Secuencia OA-_ (Aviones anfibios de observación del USAAC/USAAF, 1925-1948): ← OA-7 - OA-8 - OA-9 - OA-10 - OA-11 - OA-12 - OA-13 →
- Secuencia aviones militares de la Fuerza Aérea Sueca, 1940-presente: ← JAS 39 - Tp 45 - Tp 46 - Tp 47 - Sk 50 - Fpl 51 - Tp 52 →
- Secuencia Numérica (Aeronaves del Ejército del Aire español, 1939-1945): ← 62 - 64 - 65 - 66 - 70 - 71 - 73
- Secuencia DR._ (Hidroaviones (SAR) del Ejército del Aire español, 1945-1978): DR.1